# Android
Androíd je robot (avtomat) ali umetni organizem, narejen, da izgleda in se obnaša kot človek. Čeprav se izraz »android« skoraj splošno rabi ne glede na spol in za oragnizme brez spola, je »android« moška oblika, ginoid pa ženska. Do nedavnega so se androidi večinoma pojavljali v znanstveni fantastiki, največkrat v filmih in na televiziji.

## Etimologija
Izraz android prihaja iz grščine, iz korena starogrško ανδρ: andro - človek in pripone starogrško εἶδος: eidos, -oid, imeti obliko ali podobnost z. Besedo je populariziral francoski pisatelj de Villiers de L'Isle-Adam v svojem romanu L'Ève future iz leta 1886. Izraz »android« se je pojavil v obliki Doll Androides v ameriškem patentu 8. decembra 1863 v povezavi z miniaturnimi igračami avtomati (lutkami) v podobi človeka.